# Jasenná
Jasenná (deutsch Jasena, 1939–1945 Eschen) ist eine Gemeinde in Tschechien. Sie liegt acht Kilometer südöstlich von Jaroměř und gehört zum Okres Náchod.

## Geographie

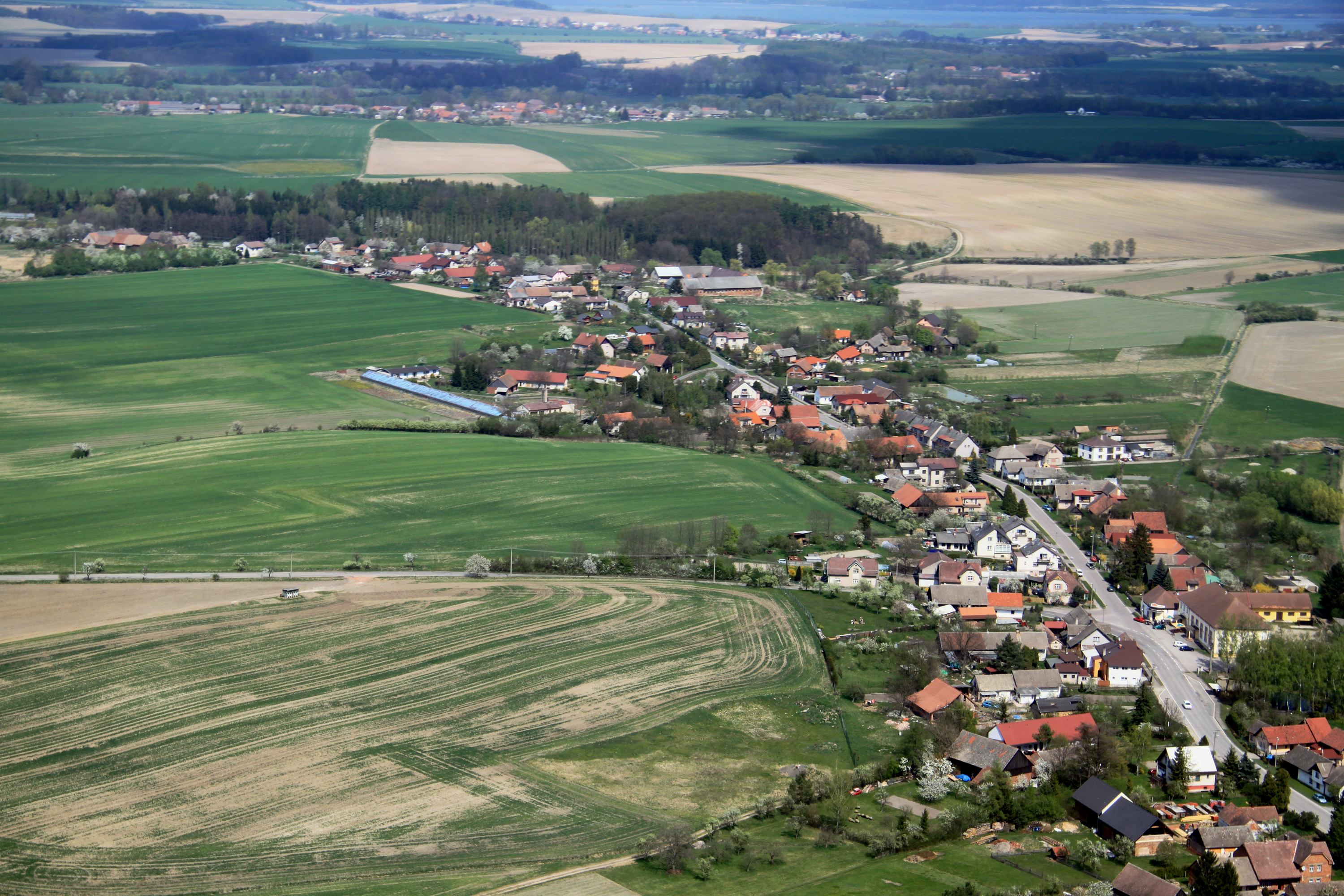
Jasenná

Jasenná liegt im südlichsten Teil des Okres Náchod und grenzt mit seinen Fluren an den Okres Rychnov nad Kněžnou und den Okres Hradec Králové. Das Dorf ist 4,5 km lang und erstreckt sich von Starý Ples Richtung Südost. Nachbarorte sind Rychnovek und Šestajovice im Norden, Slavětín nad Metují und Rohenice im Osten, Králova Lhota und Libřice im Süden, Nový Ples, Vlkov und Rasošky im Westen sowie Jaroměř und Starý Ples im Nordwesten.

## Geschichte
Jasenná wurde erstmals im Jahre 1280 erwähnt, als der böhmische König Wenzel II. die Ortschaften Jasenná und Černilov an Hynek Čeňek von Leipa verkaufte. Von diesem erwarb Raimund von Lichtenburg Jasenná. Später war es im Besitz des Hynek d. Ä. von Dubá (Hynek starší bzw. Hajman z Dubé) auf Náchod, der es dem böhmischen König Karl IV. verkaufte. Dieser schenkte Jasenná zusammen mit Černilov den Mansionaren der Kirche des hl. Veit auf der Prager Burg. 1353 fiel es wieder an König Karl. 1408 wurde Jasennà als Städtchen bezeichnet. 1420 übertrug König Sigismund Jasenná zusammen mit Černilov seinem Anhänger Hynek (Hynko) von Rothenburg. 1467 gelangte es die an die Trčka von Lípa, die es an die Herrschaft Smiřice anschlossen.
Jasenná ist landwirtschaftlich geprägt. Die meisten Bewohner gehen einer Erwerbstätigkeit in den benachbarten Städten Hradec Králové, Jaroměř und Nové Město nad Metují nach.

## Ortsteile
Für die Gemeinde Jasenná sind keine Ortsteile ausgewiesen.

## Sehenswürdigkeiten

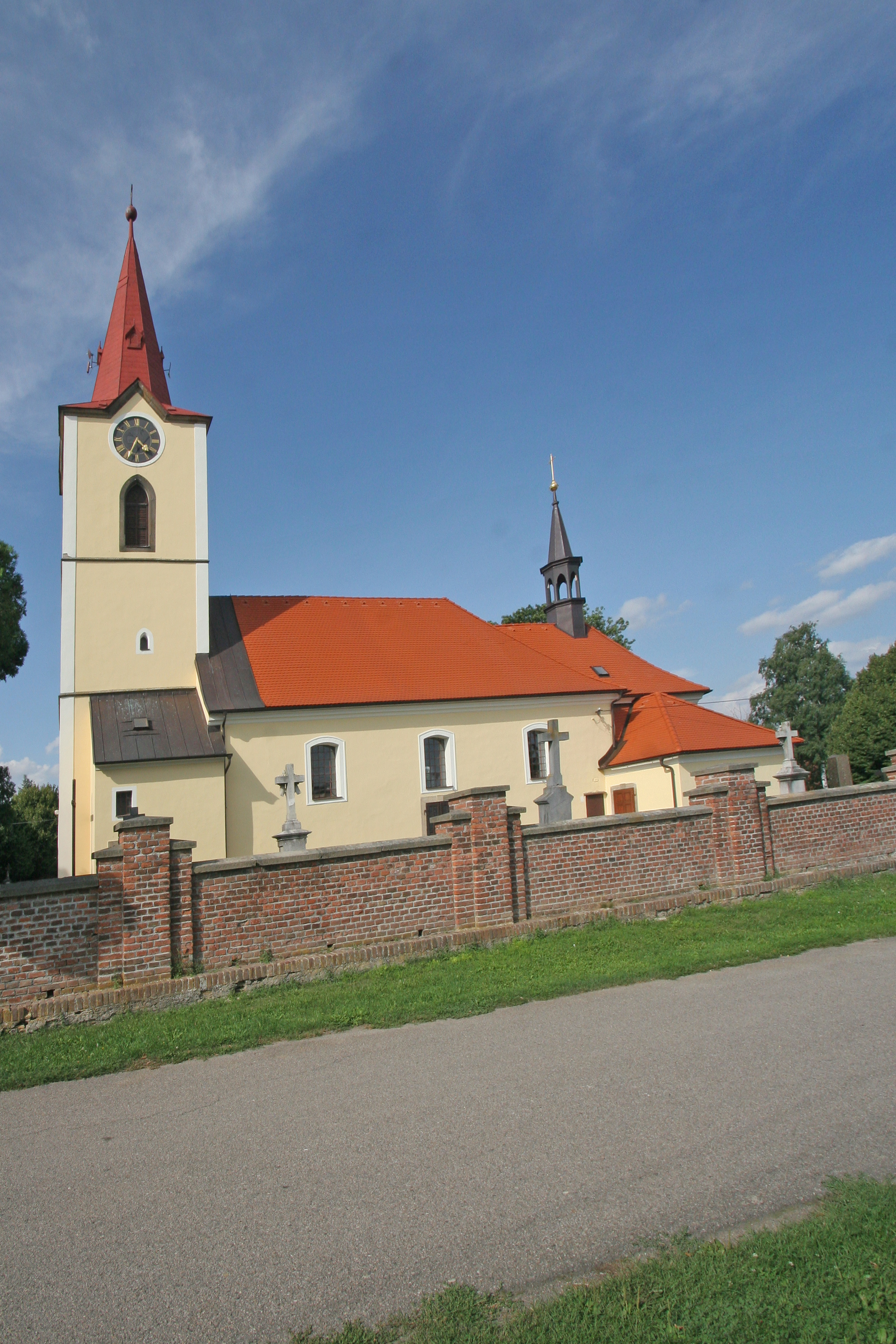
St.-Georgs-Kirche

- St.-Georgs-Kirche mit Friedhof und Pfarrhof.